# Копривштица (Бугарска)
Копривштица (буг. Копривщица) је град у западном делу Бугарске. Налази се у софијској области и административни је центар општине Коривштица. Има 2.502 становника. Место је најпознатије по Априлском устанку, чије су вође биле управо у Копривштици.

## Историја
У Копривштици је рођен 1837. године истакнути бугарски књижевник и национални радник Љубен Каравелов (умро 1879), који је већи део живота провео у емиграцији. Живео је у Београду између 1867-1879. године (са прекидима) и био ожењен Српкињом, Наталијом Петровић. Љубенов брат Петко Каравелов (1843—1903) је био утицајни бугарски политичар и председник Министарског савета. За разлику од Љубена који је био поборник југословенства, млађи Петко је био велики "србождер" (непријатељ).
У месној школи око 1845. године ради као учитељ Србин, Ђорђе Божиловић. То је био учитељ будућег бугарског књижевника Каравелова.
Српску књигу издату 1855. године у Земуну поручили су мештани Јоаким Грујев и Константин Героф.
У месту су Турци 1875. године извршили покољ становништва, као одмазду.

## Географија
Овај град се налази у планинској регији у Саштинској Средњој Гори. Удаљен је 110 km од Софије и 90 km од Пловдива. Копривштица се налази у близини Подбалканског пута Софија - Бургас.